# Bambekea
Bambekea là một chi thực vật có hoa trong họ Cucurbitaceae.

## Loài
Chi Bambekea gồm các loài: